# Zatrephus javanicus
Zatrephus javanicus là một loài bọ cánh cứng trong họ Cerambycidae.